# 広瀬駅 (熊本県)
広瀬駅（ひろせえき）は、かつて熊本県菊池市広瀬にあった熊本電気鉄道菊池線の駅（廃駅）である。

## 歴史
- 1913年（大正2年）3月15日 - 高江 - 隈府（後の菊池駅）間開業と同時に当駅も開業。
- 1980年（昭和55年）1月16日 - 交換設備撤去、無人化。
- 1986年（昭和61年）2月15日 - 御代志 - 菊池間廃止により廃駅となる。

## 駅構造
ホーム2面2線（後に1面1線となる）の地上駅で、交換可能駅であった。かつては木造の駅舎があった。

## 駅周辺
- 花房郵便局
- 菊池市立花房小学校
- 菊池市立花房保育園
- コスモ石油

## 廃止後の状況
鉄道廃止後国道拡張によって歩道（広瀬停留所）・駐輪所になっている（画像）。

## 隣の駅
熊本電気鉄道
菊池線（廃止区間）
富の原駅 - 広瀬駅 - 深川駅